# André Vandeweyer
André Vandewyer, mieux connu sous le nom de André Vandeweyer, né le 21 juin 1909 à Tirlemont en Belgique et mort le 22 octobre 1992 est un footballeur international et entraîneur belge qui joue au poste de gardien de but.

## Biographie
André Vandeweyer défend les buts de l'équipe légendaire de l'Union Saint-Gilloise, la fameuse Union 60 qui est demeurée invaincue en Division 1 durant 60 matches, avec trois titres consécutifs à la clé, entre le 9 janvier 1933 (Union-Lierse SK, 2-2) et le 10 février 1935 (Daring Bruxelles-Union 2-0). Au total, il dispute 185 matches en première division.
Il joue également en équipe de Belgique, à cinq reprises de 1933 à 1934, dont un match de Coupe du monde en Italie.
Après-guerre, il est entraîneur de l'Union Saint-Gilloise et sélectionneur de l'équipe de Belgique de janvier 1955 à juin 1957, succédant à Doug Livingstone.

## Palmarès
- Champion de Belgique en 1933, 1934 et 1935 avec l'Union Saint-Gilloise